# Engel (groupe)
Pour les articles homonymes, voir Engel.
Engel est un groupe suédois de death metal mélodique, originaire de Göteborg. Formé en 2004, le groupe ajoute dans sa musique, selon les albums, des influences de metal industriel et de metal alternatif. Il est formé par Niclas Engelin qui officie depuis, à nouveau dans le groupe In Flames.

## Biographie
Engel est formé en 2004 à Göteborg par Niclas Engelin. Le 18 avril 2006, Robert Hakemo est remplacé par Johan Andreassen. Le 5 août 2006, Michael Håkansson devient leur nouveau bassiste. 
Engel publie son premier album, Absolute Design, au label SPV GmbH/Steamhammer le 31 octobre 2007. Il est publié le 20 mai 2008 en Amérique du Nord. Le 14 août 2008, Håkansson quitte le groupe. Steve Drennan (Amon Amarth) le remplace à la basse en novembre 2008. Leur deuxième album, Threnody, est terminé à la fin de 2008, mais la date de sortie est repoussée à cause de problèmes liés à leur label, SPV GmbH. Le 7 avril 2010, Threnody, est publié au Japon par le label Trooper Entertainment. L'album est publié sur le service en ligne Spotify le 8 novembre 2010, et en Europe à la même date, au label Season of Mist. Threnody est publié le 11 janvier 2011 en Amérique du Nord aussi chez Season of Mist.
En 2010, le groupe remplace son batteur, Daniel « Mojjo » Moilanen, avec Jimmy Olausson, qui jouait aussi de la batterie pour Marionette. Leur troisième album, Blood of Saints, est publié le 15 avril 2012 au Japon, chez Trooper Entertainment. Il est ensuite publié le 18 mai 2012 en Europe, et le 25 septembre 2012 aux États-Unis chez Frostbyte. En juin 2014, Jimmy Olausson décide de se séparer du groupe et est remplacé par Oscar Nilsson. Engel enregistre son quatrième album aux Creahate Studios en mi-2014 qui est publié le 26 novembre 2014 chez Gain Music/Sony en Europe et le 27 janvier 2015 aix États-Unis et au Canada. Une vidéo de la chanson Salvation est publiée dans le même temps.
Le groupe partage la scène avec Still Remains et tourne en Europe avec Amon Amarth et Dimmu Borgir. Ils prennent aussi part à la tournée Faith Divides Us - Death Unites Us de Paradise Lost aux côtés de Katatonia et Samael.

## Membres

### Membres actuels
- Niclas Engelin – guitare (depuis 2005)
- Marcus Sunesson – guitare (depuis 2005)
- Steve Drennan – basse (depuis 2008)
- Mikael Sehlin – chant (depuis 2012)
- Oscar Nilsson – batterie (depuis 2014)

### Anciens membres
- Mangan (Magnus Klavborn) – chant (2005–2012)
- Mojjo (Daniel Moilanen) – batterie (2005–2010)
- Jimmy Olausson – batterie (2010–2014)
- Robert Hakemo – basse (2005–2006)
- Johan Andreassen – basse (2006)
- Michael Håkansson – basse (2006–2008)